# Panzer-Jagd-Brigaden (Wehrmacht)
Die Panzer-Jagd-Brigaden waren Brigaden der Wehrmacht, welche für kurze Zeit bestanden und kurz vor Kriegsende aufgestellt wurden.
Zu diesen Panzerjagd-Brigaden, welche kurz vor Kriegsende aufgestellt wurden, zählen:
- Heeres-Panzerjagd-Brigade I: ab März 1945 nur als Stab aufgestellt und in der Region Cottbus bei der 4. Panzerarmee im Einsatz
- Panzer-Jagd-Brigade 104: am 16. Januar 1945 in der Nähe von Berlin als Brigadestab für die 6. Panzerjagd- und die 1. Panzeraufklärungs-Abteilung aufgestellt. Hierzu wurde der Stab der Panzer-Abteilung 2102 mit den Panzerjagd-Abteilungen 1 bis 6 herangezogen. Am 15. Februar 1945 wurde hieraus der Stab der Kampfgruppe Munzel.
- Panzer-Jagd-Brigade Feldherrnhalle: im April 1945 wurde die Brigade bei der Ersatz-Brigade Feldherrnhalle mit den Panzerjagdverbänden I bis III mit jeweils fünf Kompanien als Heerestruppenteil aufgestellt. Ein Einsatz erfolgte nicht mehr.
- Panzer-Jagd-Brigade Freie Ukraine: im April 1945 wurde die Brigade mit den Verbänden I bis III und einem Ersatz-und-Ausbildungs-Kompanie aufgestellt. Weitere Informationen zur Brigade liegen nicht vor.
- Panzerjäger-Brigade Oberschlesien: im April 1945 wurde die Brigade im Wehrkreis VIII mit I bis III Verbänden mit jeweils drei Kompanien aufgestellt. Weitere Informationen zur Brigade liegen nicht vor.
- Panzerjagd-Brigade West: die Aufstellung der Brigade war im April 1945 geplant und sollte das Panzerjagd-Regimenter Blücher, das Panzerjagd-Regiment Nürnberg und das Panzerjagd-Regiment Stuttgart mit jeweils zwei Bataillonen aufnehmen. Jedes der Bataillone sollte aus drei Kompanien mit sechs Kommandos aus 16 Mann bestehen. Eine wirkliche Aufstellung ist nicht ersichtlich.